# Byron (Georgia)
Byron es un pueblo ubicado en el condado de Peach en el estado estadounidense de Georgia. En el censo de 2000, su población era de 2887.

## Demografía
En el 2000 la renta per cápita promedia del hogar era de $45 691, y el ingreso promedio para una familia era de $51 051. El ingreso per cápita para la localidad era de $18 811. Los hombres tenían un ingreso per cápita de $36 134 contra $26 250 para las mujeres.

## Geografía
Byron se encuentra ubicado en las coordenadas 32°38′56″N 83°45′20″O / 32.64889, -83.75556 (32.201496, -83.908028).
Según la Oficina del Censo, la localidad tiene un área total de 15,1 km² (5,8 mi²), de la cual toda es tierra.